# Collecchia
Collecchia è un paese del comune di Fivizzano, provincia di Massa-Carrara, abitata da circa 30 persone, è situata a 234 m s.l.m.

## Geografia fisica
Guardando verso nord è possibile scorgere il Piano di Collecchia con l'Arcinaso, verso est il colle del "Montale" e la zona di "Bargia", verso ovest tutta la valle di Serricciolo e Pallerone, e i paesi di Podenzana e Bibola, mentre a sud si nota il paese di Ceserano e una magnifica vista delle Alpi Apuane.

## Storia
Il paese si fece conoscere nel Medioevo per via della strada denominata "del Sale", della quale Collecchia era una dogana. Della vecchia Collecchia rimangono oggi solo alcune parti delle torri difensive, a testimonianza dell'antico borgo fortificato. 
Nel 1551 il paese contava 195 abitanti, 109 nel 1745, 180 nel 1833, e 241 nel 1845. La popolazione di Collecchia si è poi suddivisa negli abitati di Montevallese e di Piano delle Fabbriche, denominato poi Piano di Collecchia.

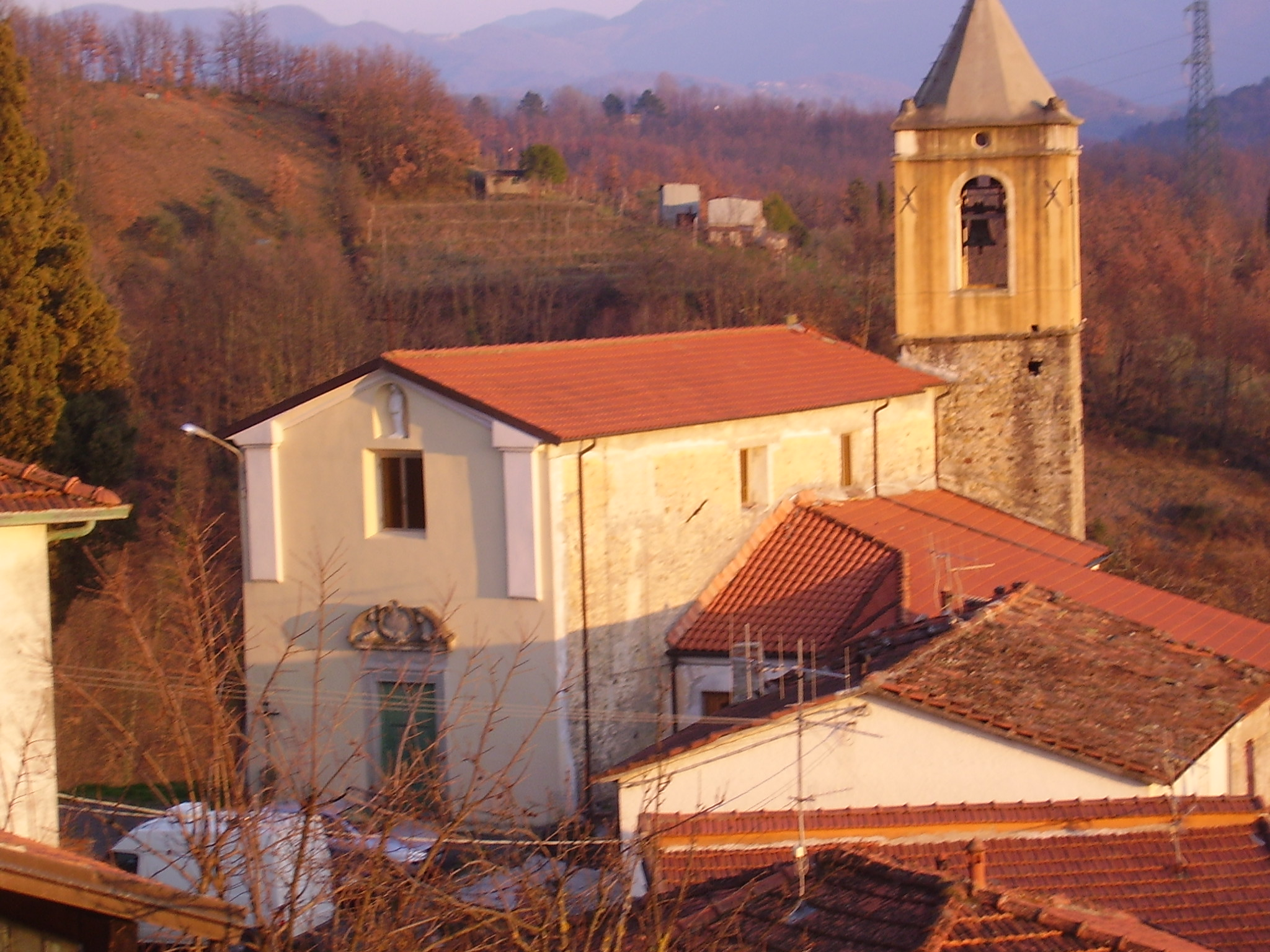
La chiesa di Santa Lucia

## Monumenti e luoghi d'interesse

### Architetture religiose
La chiesa di Santa Lucia è il principale luogo di ritrovo del paese, edificata nel XVIII secolo. Il campanile, che conserva la sua antichità, fu eretto da una delle vecchie torri. All'interno della chiesa, sopra l'altare maggiore, troviamo una statua raffigurante Santa Lucia del 1452 in marmo bianco di Carrara realizzata dal famoso scultore fiorentino Andrea Guardi.
In una nicchia laterale, si trova una delle statue vestite più importanti di tutta la provincia di Massa Carrara, recentemente restaurata, si tratta della Madonna col Bambino. 
Il patrono è Santa Lucia e il giorno festivo è il 13 dicembre.